# Джамбул (Келеський район)
Джамбу́л (каз. Жамбыл) — село у складі Келеського району Туркестанської області Казахстану. Входить до складу Кошкаратинського сільського округу.
Населення — 1591 особа (2021; 1206 у 2009, 629 у 1999, 382 у 1989).